# Carlo Stragliati
Carlo Stragliati (Milano, 7 luglio 1867 – Milano, 28 giugno 1925) è stato un pittore italiano.

## Biografia
Nasce a Milano il 7 luglio 1867 da Giuseppe Stragliati.
Sposa a Milano Adele Suardi, figlia di Emanuele Suardi, proprietario dell’Hotel Cavour in piazza Cavour a Milano.
Studia all’Accademia di Brera dove ha come maestri Raffaele Casnedi e Giuseppe Bertini e dove ottiene medaglie e riconoscimenti. Terminati gli studi nel 1892 vince il concorso per la pensione Oggioni e si reca a Roma e a Venezia.
Nel 1898 espone a Torino un grande dipinto "Mater derelicta" che viene acquistato dal Ministero della Pubblica Istruzione per la Galleria d'arte moderna di Roma. Nel 1899 espone a Brera il dipinto “La Croce del prossimo”.
Esegue numerosi ritratti tra cui quello eseguito il 27 gennaio 1901 di “Giuseppe Verdi dipinto presso il letto di morte del grande musicista”, e quelli dei tenori “Emilio De Marchi”, “Edoardo Garbin”, “Giuseppe Borgatti” e “Enrico Caruso”, della “signora Darclée”, della “sorella del ministro inglese Balfour”, del “duca Uberto Visconti di Modrone”. Alla Galleria d'Arte Moderna (Milano) è esposto il quadro “La vedova”, studio preliminare della Mater derelicta .
Al Museo del Risorgimento è esposto il quadro “Episodio delle Cinque Giornate di Milano in piazza Sant'Alessandro” con due ragazze che sventolano il tricolore da una finestra sulla piazza. 
L’immagine del quadro è stata inserita nel francobollo commemorativo emesso dalle Poste Italiane per il 150-esimo anniversario della morte di Giuseppe Mazzini il 10 marzo 2022.

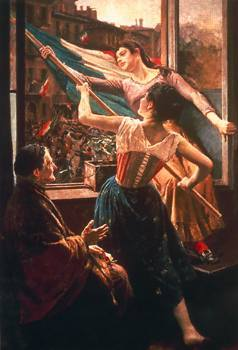
Le 5 giornate di Milano da piazza S. Alessandro, Museo del Risorgimento, via Borgonuovo, Milano

Alla quadreria dell’Ospedale Maggiore di Milano è presente il dipinto “Monaca” mentre a Novara alla Galleria d’Arte Moderna A. e P. Giannoni è esposta “La modella” proveniente dalla collezione Ingegnoli mentre il “Ritratto di signora” è attualmente in deposito.

Vissuto a Gallarate durante l’adolescenza in quanto vi era nata la madre, dipinge molti ritratti a destinazione privata per notabili del luogo e a destinazione pubblica per ditte e ospedali.
Lo scrittore Guido da Verona scrive di lui: “La grazia delle sue espressioni, la lealtà dei suoi colori, il suo istinto di fisionomista, la sua arte onesta, semplice, chiara che attrae e afferra.”
Nel volume Arte pura e decorativa del 1922 scrive inoltre di lui: "I quadri del pittore Carlo Stragliati mi fanno talvolta pensare a quei freschi mazzi di mughetti ancora spersi di rugiada, che le fioraie vendono per la strada in grandi canestre, nei mattini di primavera. A somiglianza di quei fiori, anche l'Arte sua è mattutina e fragrante, primaverile e chiara; la luce del sentimento vi brilla come una fina rugiada, e chiunque passa deve sentirne fin nell'anima il delicato buon odore.
La Società per le Belle Arti ed Esposizione Permanente di Milano conserva il seguente elenco delle sue opere esposte:
- 1896, testa,
- 1908, ingenuità,
- 1910, ritratto di Caruso,
- 1912, testa di fanciulla,
- 1914, riflessi d'oro,
- 1922, ritratto di signora,
- 1925, nudo di donna.

È sepolto al cimitero di Griante insieme alla moglie perché passava molto tempo nella Villa La Collina, costruita dal suocero Emanuele Suardi del 1899, attualmente proprietà della Fondazione Adenauer.

## Opere
- Verdi sul letto di morte, Casa Verdi, piazza Buonarroti, Milano;
- Le 5 giornate di Milano da piazza S. Alessandro, Museo del Risorgimento, via Borgonuovo, Milano;
- Vedova, Gam-Villa Belgiojoso Bonaparte, via Palestro, Milano (deposito);
- Monaca, Quadreria Ospedale Maggiore, via F. Sforza, Milano;
- ritratto di Luigi Cassani, Quadreria Ospedale Maggiore, Milano;
- studio per il ritratto di Verdi, Museo della Scala, piazza Scala, Milano;
- ritratto di signora, villa Recalcati, Varese-Casbeno;[9][10]
- La modella, Gam-Giannoni, Broletto, Novara;
- ritratto di signora, Gam-Giannoni, Broletto, Novara (deposito);
- Mater derelicta, Pinacoteca Nazionale, piazza dell'Arringo, Ascoli Piceno;
- ritratto del duca Uberto Visconti di Modrone;
- ritratto di Enrico Caruso;
- ritratto di Edoardo Garbin;
- ritratto di Giuseppe Borgatti;
- ritratto della signora Darclée;
- ritratto della sorella del ministro inglese Balfour;
- ritratto di Alessandro Mazzucotelli

## Galleria d'immagini

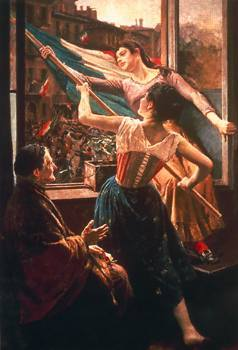
Le 5 giornate di Milano da piazza S. Alessandro, Museo del Risorgimento, Milano
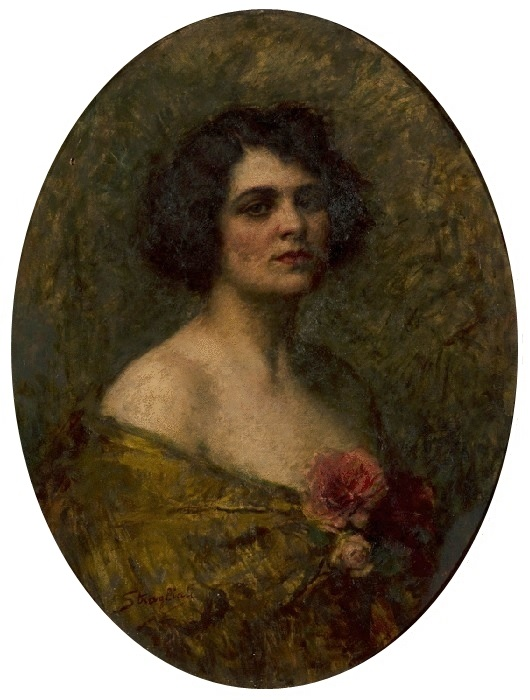
Ritratto di Donna, Museu Nacional de Belas Artes, Rio de Janeiro
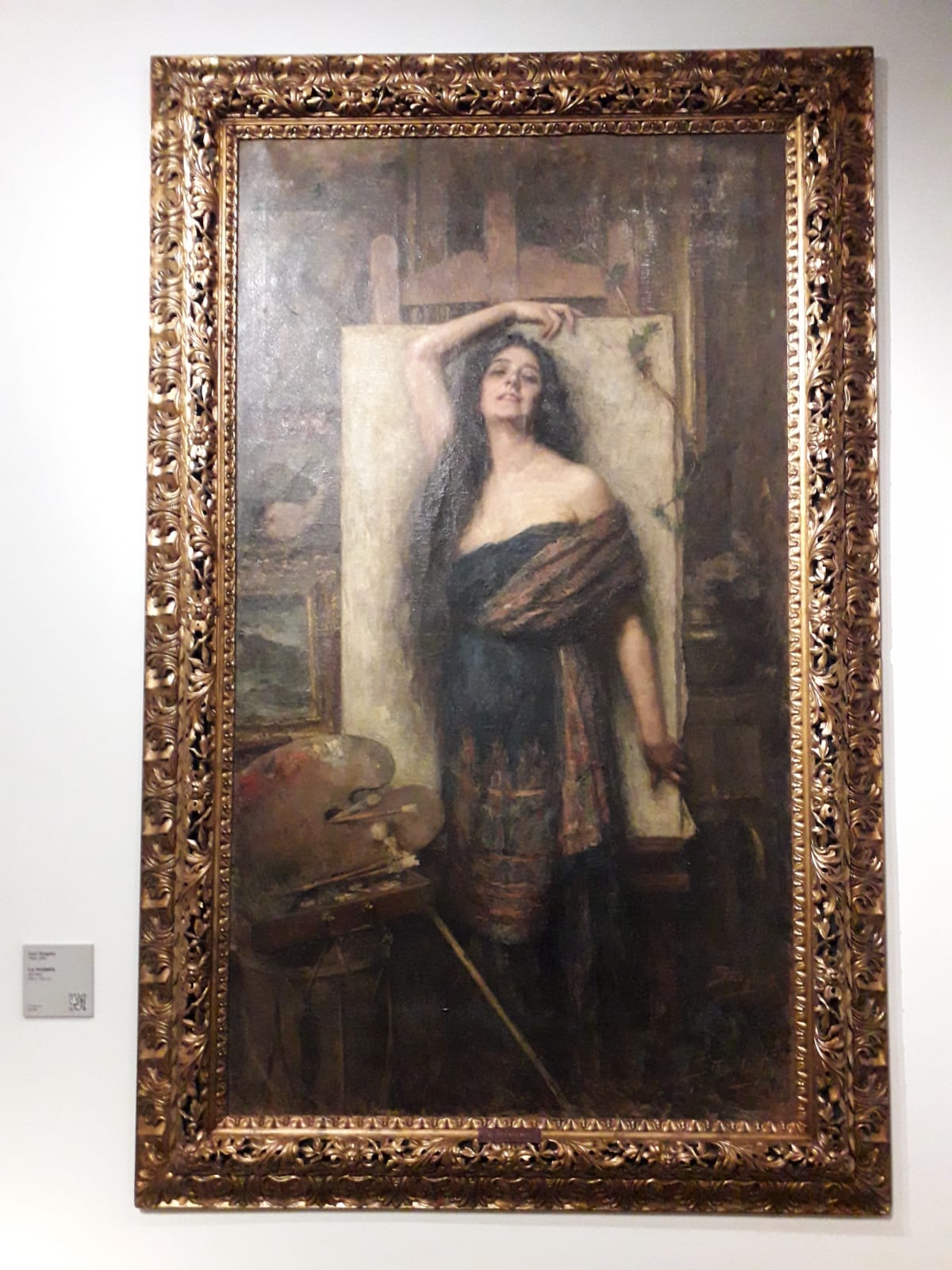
La modella, Galleria Giannoni, Novara